# Manuel Lillo Roca
Manuel Lillo Roca fue alcalde de Castellón de la Plana desde agosto de 1927 a julio de 1929

## Biografía
General Honorario de Infantería (5-1-1864). Se encontraba en situación de retiro en Castellón el 18 de julio de 1936.
Presidente de la Junta Directiva de la Sociedad Casino Antiguo de Castellón

## Antecedentes
Norberto Ferrer Calduch fue presidente de la Diputación Provincial de Castellón en 1927-1928.
| Predecesor: Norberto Ferrer Calduch | Alcalde de Castellón Agosto de 1927 - julio de 1929 | Sucesor: José Pascual Viciano |

- Datos: Q16598458